# Drogusza
Drogusza [pronunciación en polaco: /drɔˈɡuʂa/] es un pueblo ubicado en el distrito administrativo de Gmina Bielawy, dentro del condado de Łowicz, Voivodato de Łódź, en el centro de Polonia. Se encuentra a unos 25 kilómetros al oeste de Łowicz y a 35 kilómetros al norte de la capital regional Łódź.